# Margaret Fitzgerald
Pour les articles homonymes, voir Fitzgerald.
Margaret Fitzgerald, née King (16 septembre 1896 – 20 octobre 2009) était une supercentenaire canadienne et fut la personne la plus âgée du Canada de 2007 jusqu'à sa mort en 2009. Elle obtint ce titre à l'âge de 110 ans et 124 jours, lorsque Julie Winnefred Bertrand décéda le 18 janvier 2007. D'après le Livre Guinness des records, Margaret Fitzgerald comptait parmi les 15 plus vieilles personnes de la planète,.

## Biographie
Huitième et dernier enfant du couple Reuben King et Catherine Godin, elle grandit sur une ferme à Tankville, aujourd'hui un quartier de Moncton, au Nouveau-Brunswick. Elle devint l'assistante du Dr. Reginald Fitzgerald, qui deviendra son mari. Le couple déménage plus tard dans les îles françaises Saint-Pierre-et-Miquelon où Fitzgerald continua de pratiquer la médecine jusqu'à sa mort. Margaret revint vivre au Nouveau-Brunswick où elle travailla dans un dépanneur du quartier Humphrey de Moncton.
Elle meurt de cause naturelle à l'âge de 113 ans et 34 jours dans une maison de retraite, près d'où elle est née, au Nouveau-Brunswick.